# Copargo
Copargo is een van de 77 gemeenten (communes) in Benin. De gemeente ligt in het departement Donga en heeft een oppervlakte van 876 km². De gemeente telt 70.938 inwoners (2013). De gemeente Copargo is opgedeeld in vier arrondissementen:
- Anandana
- Copargo
- Pabégou
- Singré

## Economie
Het grootste deel van de beroepsbevolking, tot 80%, is actief in de landbouw. Belangrijke landbouwproducten zijn yams, maïs, cashewnoten, maniok, katoen en rijst. Verder zijn de handel en de kleine nijverheid belangrijk.

## Geografie
Het hoogste punt van de gemeente is de Mont Tanéka, met 654 meter de op één na hoogste top van Benin. Deze ligt in het heuvelmassief van Atacora waar verschillende rivieren ontspringen waaronder de Ouémé. De rest van Copargo is vlak en bestaat grotendeels uit bossavanne. De gemeente grenst in het westen aan Togo.
Het klimaat wordt gekenmerkt door een regenseizoen (van midden april tot midden oktober) en een droog seizoen. Tijdens dit laatste waait de harmattan tussen december en februari.

## Bevolking

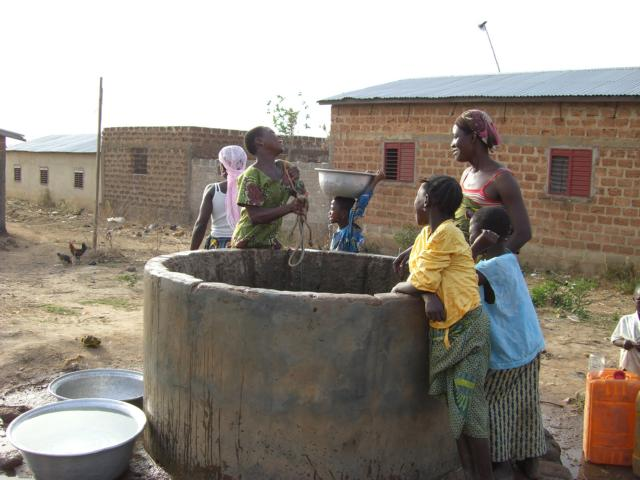
Water halen bij een waterput

In 2002 telde Copargo 50.820 inwoners. In 2013 waren dit er 70.938.
De belangrijkste bevolkingsgroep vormen de Yoa. Andere bevolkingsgroepen zijn de Lokpa, Fulbe, Soruba, Boufalé, Lama en Otammari. In 2002 hing een meerderheid van de bevolking een inheemse godsdienst aan. 18,3% was moslim, 5,0% katholiek en 0,2% protestants.
Opm: Bevolkingscijfers in duizendtallen
Bron: Copargo Commune in Benin; 1979-2013: volkstellingen
Bron: Institut National de la Statistique Benin; 2013: volkstelling

## Geboren
- Daouda Korongo (1991), atleet

## Afbeeldingen

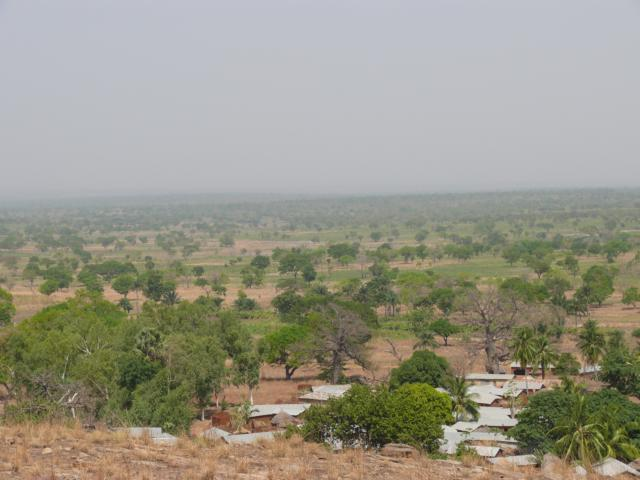
Landschap met bossavanne
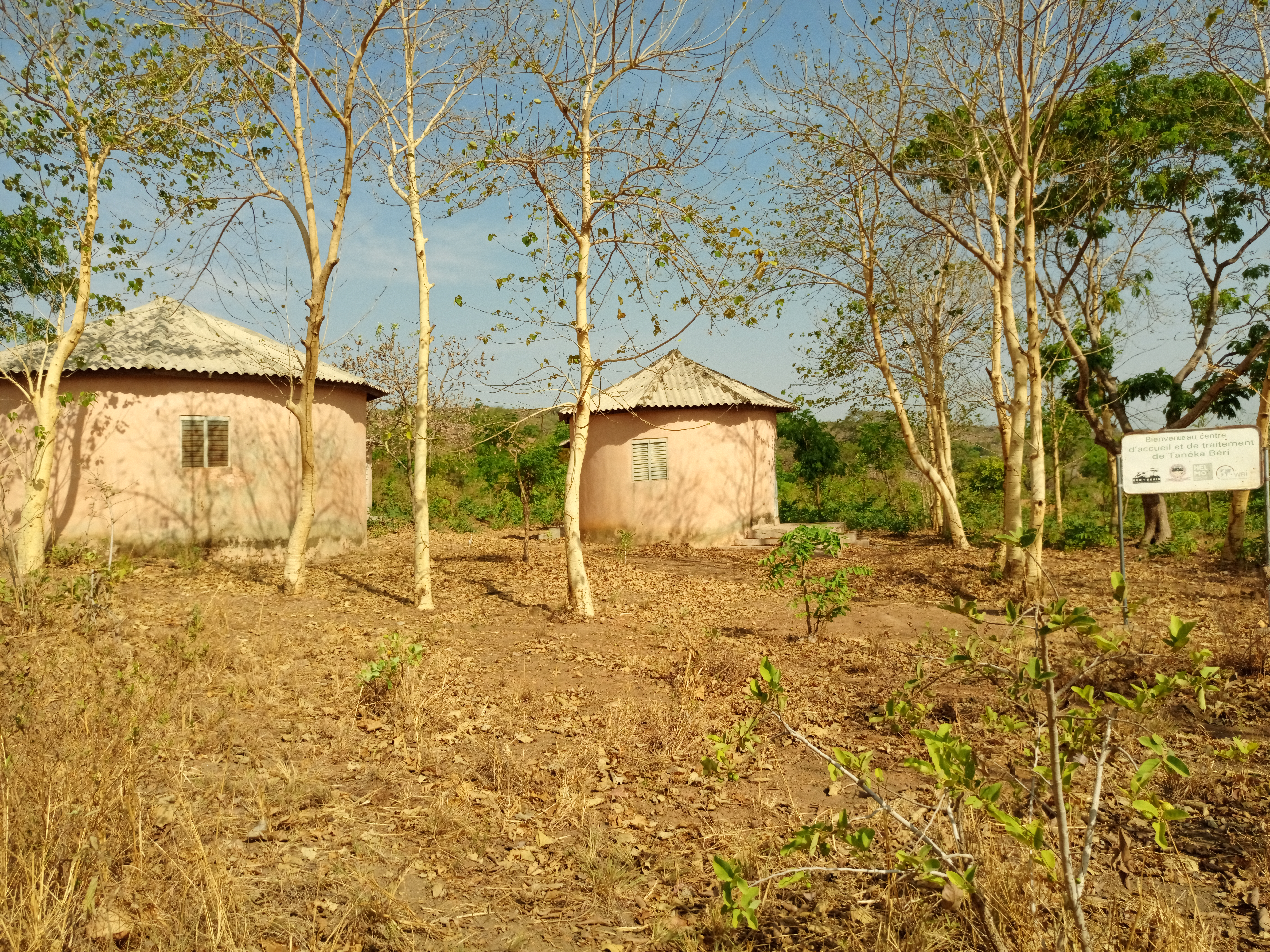
Traditioneel dorp Tanéka Béri
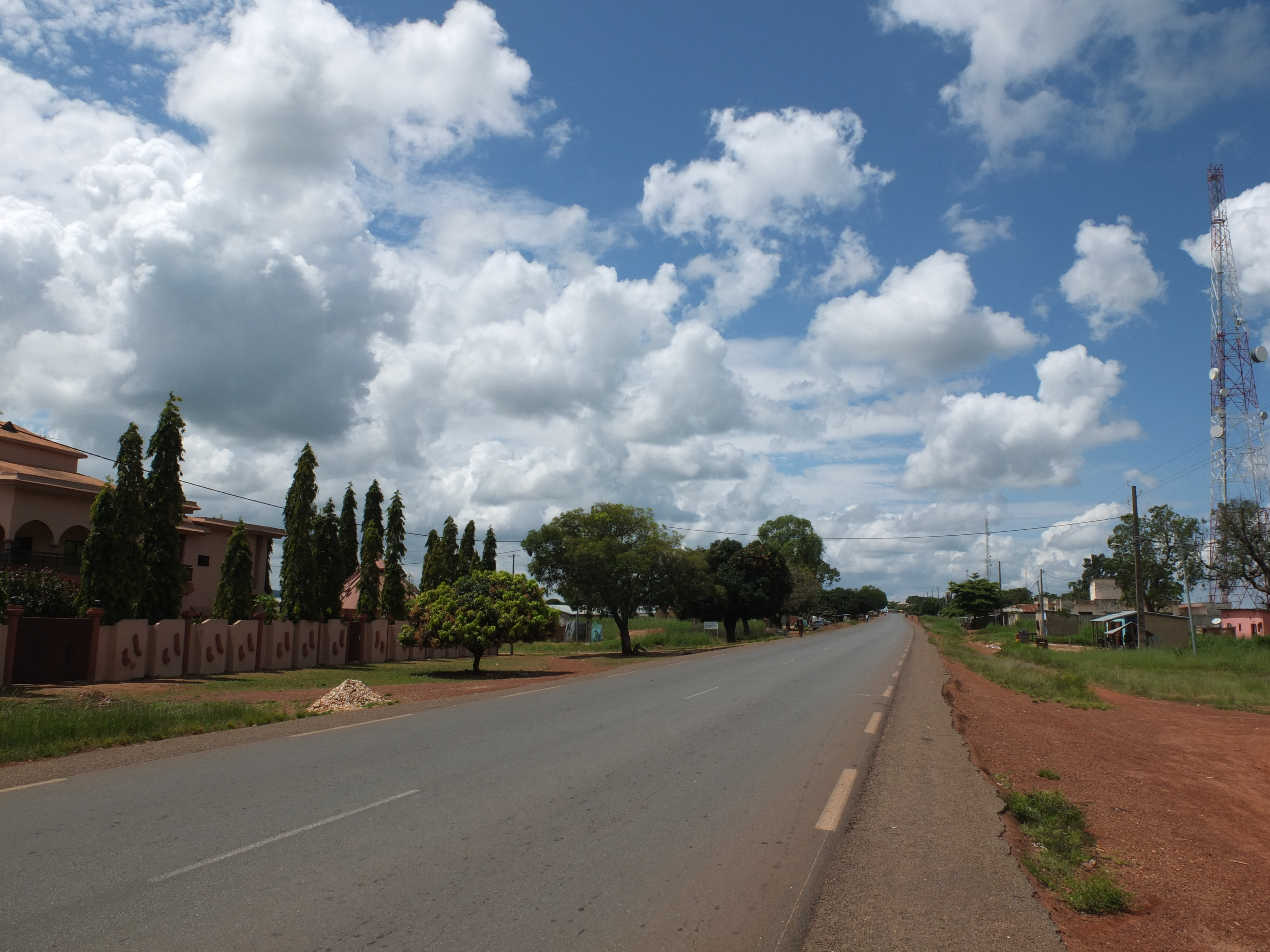
Geasfalteerde weg
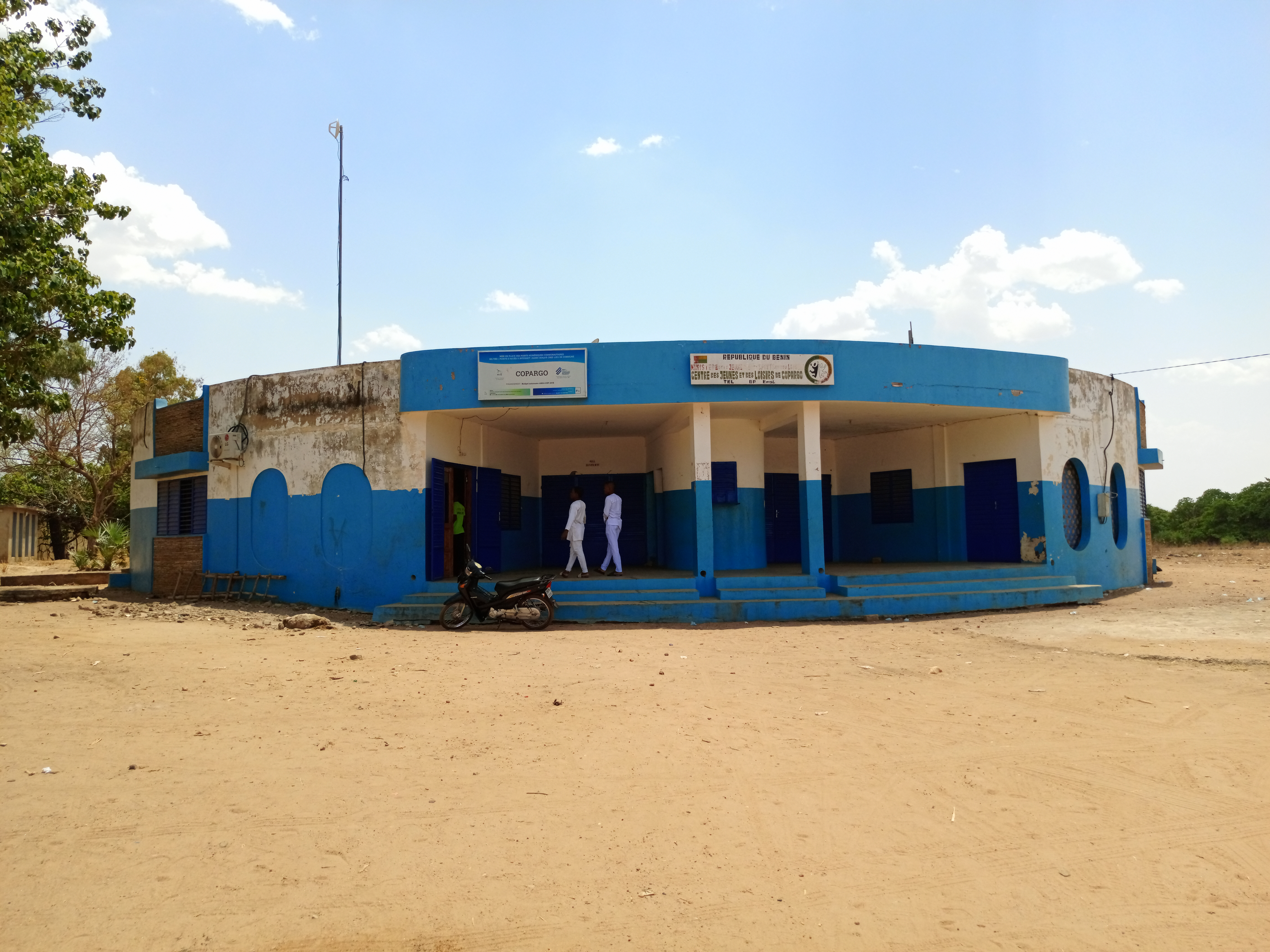
Centre des jeunes et des loisirs